# Achalcus vaillanti
Achalcus vaillanti is een vliegensoort uit de familie van de slankpootvliegen (Dolichopodidae). De wetenschappelijke naam van de soort is voor het eerst geldig gepubliceerd in 1987 door Brunhes.